# 红足岛蛛
红足岛蛛（学名：Nesticodes rufipes）为球蛛科岛蛛属的动物。分布于以色列、巴布亚新几内亚、美国、阿尔及利亚以及中国大陆的云南等地，常生活于室内或动物饲养棚内。